# Nederlands kampioenschap zaalhandbal (mannenhandbal) 1960
Het Nederlands kampioenschap zaalhandbal 1960 was de zevende editie van het Nederlands kampioenschap zaalhandbal bij de heren. Het NK werd op 27 en 28 februari 1960 gehouden in de Energiehal te Rotterdam.
De voorronden vonden wederom op de zaterdag plaats, en de overige wedstrijden op de zondag.

## Opzet
- Alleen zaalhandbalteams mogen deelnemen aan het Nederlands Kampioenschap zaalhandbal. Veldhandbalteams zijn uitgesloten.
- De kampioenen van de 6 districten, West-A, West-B, Oost, Noord, Zuid-A en Zuid-B, zijn geplaatst voor het NK zaalhandbal.

De 6 teams worden, door loting, ingedeeld in 2 groepen van 3.
In de group spelen de drie teams één keer tegen elkaar, waarna een eindstand wordt opgemaakt. De wedstrijden duren 2×17,5 min bij de heren en 2×12,5 min bij de dames. Als in de eindstand twee teams, of zelfs alle drie de teams, exact gelijk eindigen, wordt tussen deze ploegen een extra wedstrijd gespeeld. Dit zijn verkorte wedstrijden van 2×5 min.
De nummers 3 van beide groepen spelen voor de 5e en 6e plaats. De nummers 1 en 2 uit beide groepen vormen een nieuwe groep waar de beslissing voor de titel valt.
Het onderlinge resultaat van de nummers 1 en 2 uit beide groepen wordt "meegenomen" naar de nieuwe groep. Daarnaast spelen de beide ploegen uit elke voorrondegroep een wedstrijd tegen de beide ploegen uit de andere voorrondegroep.
Op deze wijze spelen de vier teams elk één keer tegen elkaar, waarna een eindstand wordt opgemaakt. De ploeg die in deze stand als eerste eindigt mag zich Nederlands kampioen noemen.
Wanneer twee of meer ploegen gelijk eindigden (doelsaldo wordt genegeerd) dan wordt er een besliswedstrijd tussen deze ploegen gespeeld.

## Poule A

### Teams
| Club      | Plaats     | District |
| --------- | ---------- | -------- |
| EMM       | Middelburg | Zuid-B   |
| Niloc     | Amsterdam  | West-A   |
| Sittardia | Sittard    | Zuid-A   |

### Stand/uitslagen
| Pos | Team      | Wed | W | G | V | Ptn | DV | DT | +/− | Opmerking      |  | NIL | SIT  | EMM  |
| --- | --------- | --- | - | - | - | --- | -- | -- | --- | -------------- |  | --- | ---- | ---- |
| 1   | Niloc     | 2   | 2 | 0 | 0 | 4   | 25 | 9  | +16 | Kampioensgroep |  |     |      | 16–5 |
| 2   | Sittardia | 2   | 1 | 0 | 1 | 2   | 17 | 17 | 0   | Kampioensgroep |  | 4–9 |      |      |
| 3   | EMM       | 2   | 0 | 0 | 2 | 0   | 13 | 29 | −16 | Plaats 5/6     |  |     | 8–13 |      |

## Poule B

### Teams
| Club          | Plaats    | District |
| ------------- | --------- | -------- |
| Operatie '55  | Den Haag  | West-B   |
| Olympia (Gro) | Groningen | Noord    |
| Olympia (Hgl) | Hengelo   | Oost     |

### Stand/uitslagen
| Pos | Team          | Wed | W | G | V | Ptn | DV | DT | +/− | Opmerking      |  | OLY  | OPE  | OLG |
| --- | ------------- | --- | - | - | - | --- | -- | -- | --- | -------------- |  | ---- | ---- | --- |
| 1   | Olympia (Hgl) | 2   | 1 | 1 | 0 | 3   | 18 | 16 | +2  | Kampioensgroep |  |      |      | 7–7 |
| 2   | Operatie '55  | 2   | 1 | 0 | 1 | 2   | 20 | 19 | +1  | Kampioensgroep |  | 9–11 |      |     |
| 3   | Olympia (Gro) | 2   | 0 | 1 | 1 | 1   | 15 | 18 | −3  | Plaats 5/6     |  |      | 8–11 |     |

## Plaatseringswedstrijden

### Plaats 5/6
| 28 februari 1960 | Olympia (Gro) | 21 – 9 | EMM | Energiehal, Rotterdam |
| 28 februari 1960 |               |        |     | Energiehal, Rotterdam |
| 28 februari 1960 |               |        |     | Energiehal, Rotterdam |

### Kampioensgroep
| Pos | Team          | Wed | W | G | V | Ptn | DV | DT | +/− |  | NIL | OLY  | OPE | SIT |
| --- | ------------- | --- | - | - | - | --- | -- | -- | --- |  | --- | ---- | --- | --- |
| 1   | Niloc         | 3   | 3 | 0 | 0 | 6   | 30 | 16 | +14 |  |     | 12–5 | 9–7 |     |
| 2   | Olympia (Hgl) | 3   | 2 | 0 | 1 | 4   | 25 | 26 | −1  |  |     |      |     | 9–5 |
| 3   | Operatie '55  | 3   | 1 | 0 | 2 | 2   | 25 | 25 | 0   |  |     | 9–11 |     | 9–5 |
| 4   | Sittardia     | 3   | 0 | 0 | 3 | 0   | 14 | 27 | −13 |  | 4–9 |      |     |     |

1. ↑  Resultaat meegenomen uit Groep B
2. ↑  Resultaat meegenomen uit Groep A

## Eindstand
| Rang | Team          | District |
| ---- | ------------- | -------- |
|      | Niloc         | West-A   |
|      | Olympia (Hgl) | Oost     |
|      | Operatie '55  | West-B   |
| 4    | Sittardia     | Zuid-A   |
| 5    | Olympia (Gro) | Noord    |
| 6    | EMM           | Zuid-B   |